# Therese zu Mecklenburg

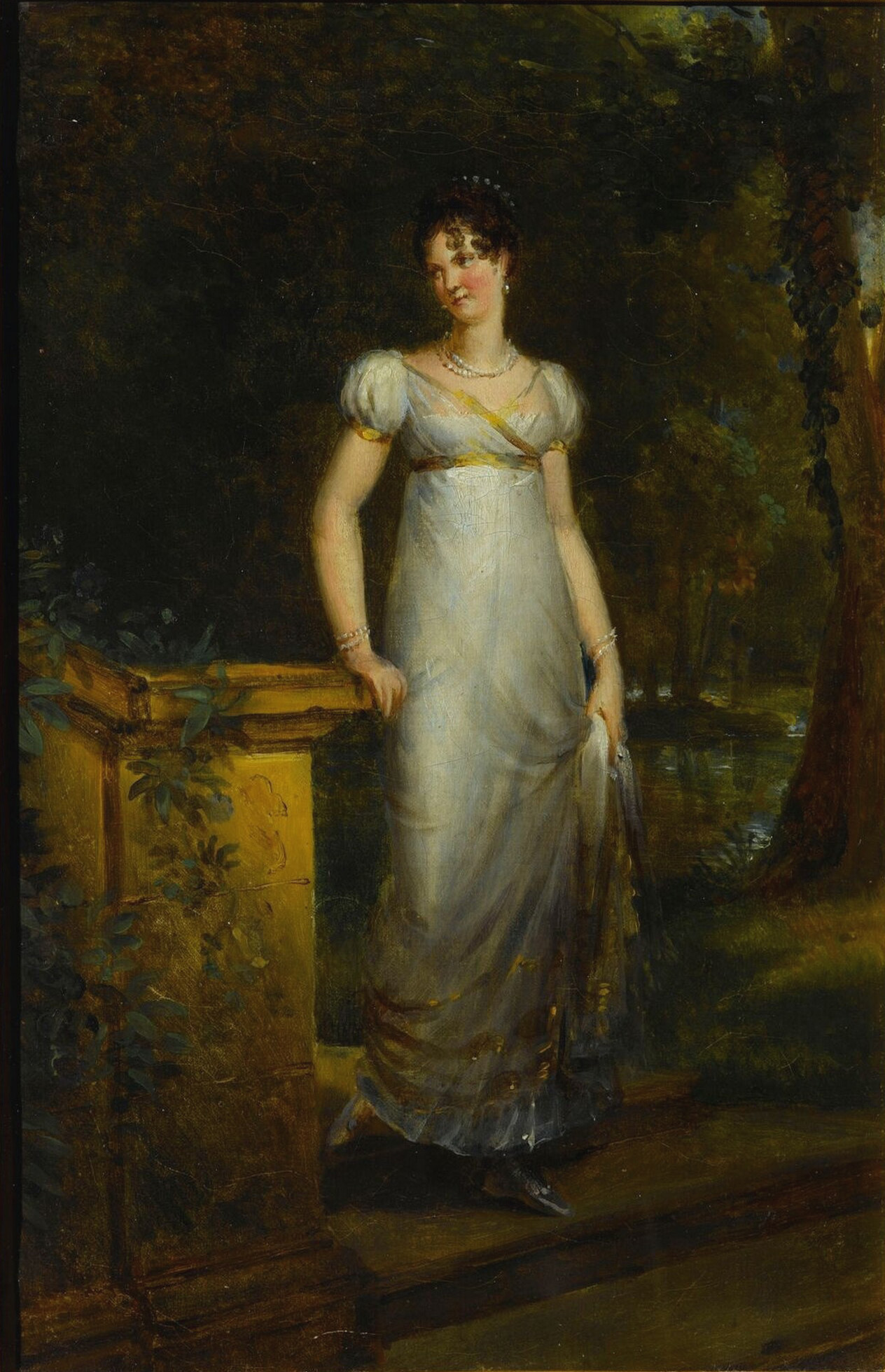
Prinzessin Therese, verheiratete Fürstin von Thurn und Taxis. Gemälde von François Gérard, um 1810

Therese Mathilde Amalia Herzogin zu Mecklenburg [-Strelitz] (* 5. April 1773 in Hannover; † 12. Februar 1839 auf Schloss Taxis bei Dischingen) war die Ehefrau des Fürsten Karl Alexander von Thurn und Taxis. Durch ihre Initiative und ihr Verhandlungsgeschick konnte sie nach der Mediatisierung des fürstlichen Hauses Thurn und Taxis infolge des Reichsdeputationshauptschlusses von 1803, der Bildung des Rheinbundes im Jahre 1806 und dem damit verbundenen Ende der Kaiserlichen Reichspost das Postunternehmen der Thurn und Taxis auf Lehnsbasis erhalten. Wie ihre Schwester Königin Luise von Preußen scheiterte sie bei ihren Verhandlungen mit Napoleon, konnte aber auf dem Wiener Kongress die Interessen des Hauses Thurn und Taxis durchsetzen.

## Biografie

### Herkunft, Jugend, Heirat, Familie
Therese (Mathilde Amalie), Herzogin zu Mecklenburg, war die dritte Tochter aus der ersten Ehe Karls II., Herzog zu Mecklenburg [-Strelitz] (1741–1816) mit Friederike Caroline Luise von Hessen-Darmstadt. Nach dem Tod ihrer Mutter im Jahr 1782 verbrachte sie ihre Jugendjahre zusammen mit ihren Schwestern Charlotte, Luise und Friederike zumeist bei ihrer Großmutter Marie Luise in Darmstadt.
Während seiner Bildungsreise durch Europa lernte der Erbprinz Karl Alexander von Thurn und Taxis im Jahr 1786 in der Darmstädter Residenz die junge Therese kennen. Wegen der verwandtschaftlichen Beziehungen war eigentlich eine Heirat mit dem britischen Thronfolger geplant. Nachdem jedoch Fürst Karl Anselm von Thurn und Taxis für seinen Sohn bei Thereses Tante Sophie Charlotte, der Gemahlin des britischen Königs Georg III., um Thereses Hand angehalten hatte, wurde der Heirat mit einem Katholiken unter der Bedingung stattgegeben, dass Therese weiterhin ihre evangelische Religion ausüben durfte. Zur Absicherung wurde vereinbart, dass auf Kosten des Hauses Thurn und Taxis in der protestantischen Dreieinigkeitskirche in Regensburg unterhalb der Orgelempore ein Oratorium für Therese eingebaut werden sollte. Nach der Zusage des Hauses Thurn und Taxis wurde Therese am 25. Mai 1789 im Alter von 16 Jahren mit dem 19-jährigen Karl Alexander von Thurn und Taxis in Neustrelitz verheiratet.

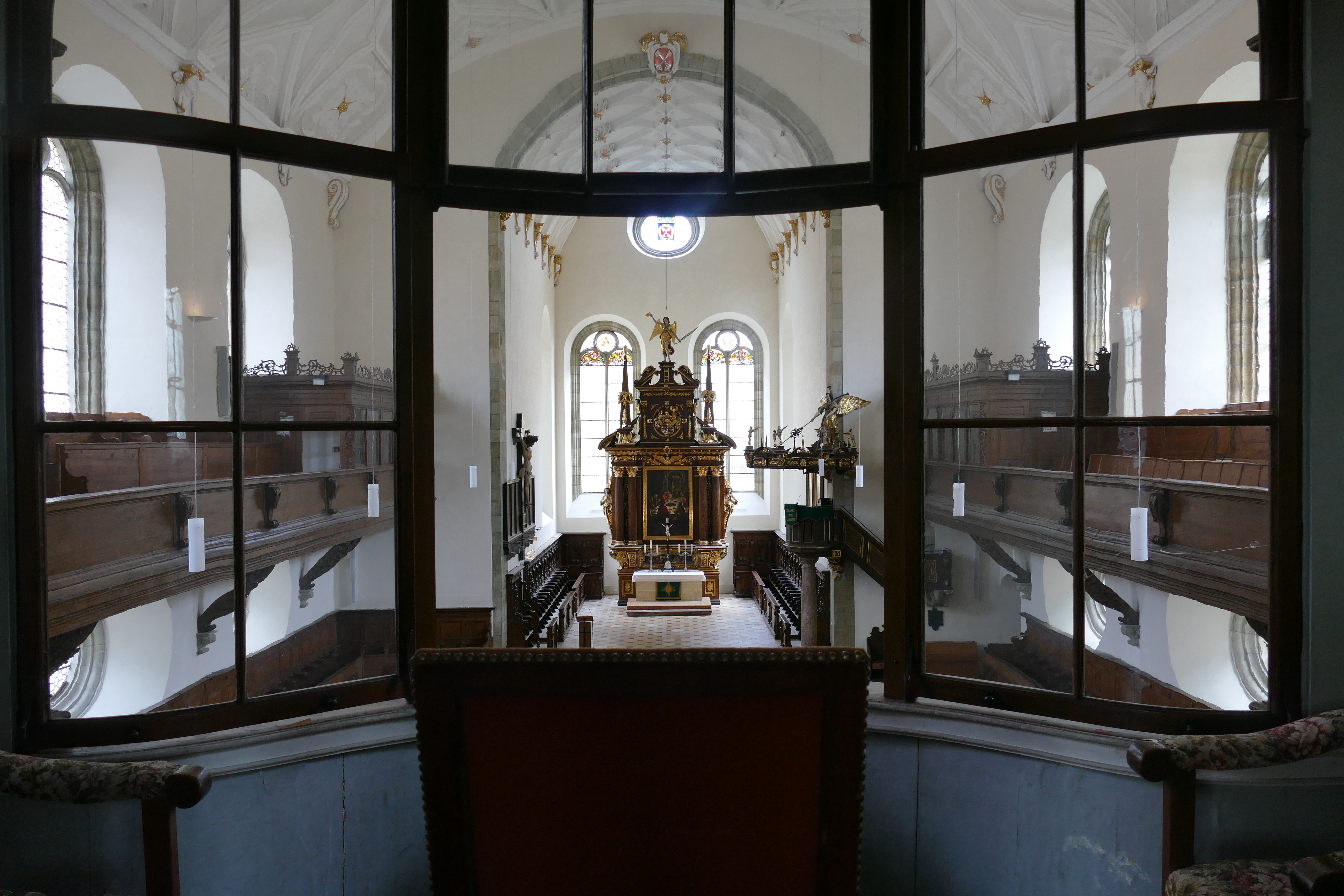
Blick auf den Altar aus dem Oratorium der Therese von Thurn und Taxis in der Dreieinigkeitskirche

Anlässlich der Feierlichkeiten wurde ein Singspiel mit Tanz, Das Fest Germaniens von Georg Bernhard Leopold Zeller, uraufgeführt. Aus der Ehe gingen zwischen 1790 und 1805 sieben Kinder hervor, von denen drei im Kindesalter starben:
- Charlotte Luise (* 24. März 1790; † 22. Oktober 1790)
- Georg Karl (* 26. März 1792; † 20. Januar 1795)
- Maria (Theresia) (* 6. Juli 1794; † 18. August 1874) ⚭ am 18. Juni 1812 mit Paul III. Anton Fürst Esterhazy von Galantha
- Luise Friederike (* 29. August 1798; † 1. Dezember 1798)
- (Maria) Sophia (Dorothea) (* 4. März 1800; † 20. Dezember 1870) ⚭ am 17. April 1827 mit Paul Wilhelm Herzog von Württemberg
- Maximilian Karl (* 3. November 1802; † 10. November 1871) ⚭ 1. am 24. August 1828 mit Wilhelmine von Dörnberg; 2. am 24. Januar 1839 mit Mathilde Sophie Prinzessin zu Oettingen-Oettingen
- Friedrich Wilhelm (* 29. Januar 1805; † 7. September 1825) unverheiratet

### Politische Aktivitäten

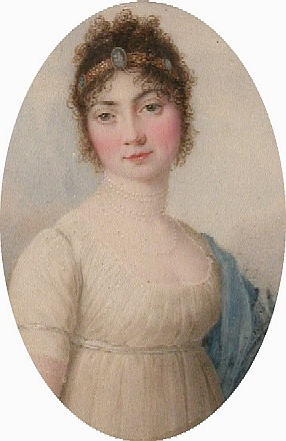
Erbprinzessin Therese Mathilde von Thurn und Taxis. Carlo Restallino, Öl auf Leinwand, Regensburg um 1800

Das Paar hatte seinen Wohnsitz zunächst (bis 1797) im Palais Thurn und Taxis in Frankfurt am Main. Therese übernahm schon früh zusammen mit dem jungen Fürsten Repräsentationsaufgaben, da ihr Schwiegervater, der amtierende Generalpostmeister und Prinzipalkommissar des Immerwährenden Reichstags zu Regensburg kränkelte. Nach dessen Rücktritt wurde Thereses Ehemann Karl Alexander im Jahre 1797 Prinzipalkommissar. Schon vorher hatte Therese in der Verwaltung des Hauses und der Ländereien, sowie der Postverwaltung mitgearbeitet und sich daneben der Kunst und Literatur gewidmet. In ihrem Salon verkehrten Dichter und Schriftsteller wie Jean Paul, Friedrich Rückert, Johann Caspar Lavater und Friedrich Gottlieb Klopstock.
Mit dem absehbaren Untergang der Kaiserlichen Reichspost, dem Reichsdeputationshauptschluss von 1803, der Mediatisierung des fürstlichen Hauses Thurn und Taxis und dem Verlust des Postgeneralats in der Zeit Napoleons wurde sie nach außen hin politisch aktiv, vor allem nach dem Tod ihres Schwiegervaters im Jahre 1805. Seitdem trat sie verstärkt für die Souveränität des Hauses Thurn und Taxis und die traditionellen Postrechte ein. Im Jahr 1806 verhandelte sie mit ihrem Schwager, dem preußischen König Friedrich Wilhelm III., daneben mit Karl Theodor von Dalberg, dem ehemaligen Mainzer Kurfürsten und Fürstprimas in Regensburg, sowie erstmals 1807 mit Napoleon. Ebenso verhandelte sie mit Maximilian I. Joseph in München, um ihn von der geplanten Verstaatlichung der Thurn und Taxisschen Lehnspost abzubringen. Im Jahr 1808 vertrat sie beim Erfurter Fürstenkongress das Haus Thurn und Taxis. Dabei gab es ein Geheimtreffen von Talleyrand mit dem russischen Zaren Alexander I. in ihrem Salon.
Nachdem die Verhandlungen in Erfurt ergebnislos verlaufen waren, reiste sie am Ende des Jahres 1809 nach Paris, um mit Napoleon über den zukünftigen Status des Hauses Thurn und Taxis, die Rücknahme der Mediatisierung und die Wiedererlangung der Postrechte zu verhandeln. Aus dieser Zeit ist ein Briefwechsel mit ihrem Ehemann überliefert, in dem er die Verarmung des Hauses Thurn und Taxis beklagte und Therese zu mehr Sparsamkeit ermahnte. Bei ihren Verhandlungen mit Napoleon bot sie an, den Sitz des Hauses Thurn und Taxis nach Paris zu verlagern. Die Verhandlungen scheiterten jedoch, vielleicht auch deshalb, weil die Korrespondenz mit ihrer Schwester Königin Luise von Preußen in die Hände der französischen Zensur geraten war.
Nach der Niederlage und der Verbannung Napoleons vertrat Fürstin Therese das Haus Thurn und Taxis beim Wiener Kongress ab dem Jahr 1814, wobei viele politische Verhandlungen zwischen Talleyrand, Zar Alexander I., Fürst Metternich und anderen politischen Machthabern in ihrem Salon stattfanden. Nicht zuletzt durch ihren Einsatz wurden in Artikel 17 der Deutschen Bundesakte aus dem Jahr 1815 die Einnahmen der ehemaligen Postanstalten des Hauses Thurn und Taxis in mehreren Staaten des Deutschen Bundes als rechtmäßige Ansprüche festgeschrieben. Staaten, die ein eigenes Postwesen aufgebaut hatten oder es beabsichtigten, wurden zu einer angemessenen Entschädigung verpflichtet.

### Gartenschloss „Theresens Ruh“
Auch der Ehemann der Fürstin Therese, Karl Alexander von Thurn und Taxis, der sich wegen seiner „politischen Unfähigkeit und Untätigkeit“ nicht für die Belange des Hauses Thurn und Taxis einsetzte, wählte einen besonderen Weg, um die Erfolge seiner Ehefrau zu würdigen. Nach der Auflösung des Fürstentums Regensburg unter Fürstprimas Karl Theodor von Dalberg war Regensburg 1810 an Bayern gefallen. Viele Grundstücke aus dem Besitz des Fürstprimas wurden nun zum Kauf angeboten, darunter auch Grundstücke vor der südlichen Stadtmauer von Regensburg, östlich des Klosters St. Emmeram vor dem Peterstor. Diese Grundstücke wurden 1813 vom Ehemann der Fürstin Therese aufgekauft. Bis 1809 waren die Grundstücke genutzt worden von der Botanischen Gesellschaft und von der Regensburger Akademie der Naturwissenschaften, der Kaspar Maria von Sternberg als Präsident vorstand. Sternberg hatte dort einen botanischen Garten eingerichtet und vom Baumeister Herigoyen auch ein repräsentatives Gartenpalais im Stil des Klassizismus errichten lassen.
Die Gärten und das Palais waren im Verlauf der napoleonischen Kriege bei den Kämpfen um das Peterstor im April 1809 schwer beschädigt worden und kamen im ruinösen Zustand in den Besitz des Hauses Thurn und Taxis. Nach den Wünschen der Fürstin Therese ließ ihr Ehemann das Gartenpalais für 2000 Gulden wiederherstellen und über dem Portikus die Inschrift „Theresens Ruh“ einschreiben. Das anmutige Gebäude sollte seiner hochgelobten Ehefrau zur Einrichtung und zur Nutzung ihrer großen, 1800 Bände umfassenden Privatbibliothek dienen. Die Ausleihe besonders der Reiseberichte, Almanache und Frauentaschenbücher fand so großes Interesse, dass eine Bibliotheksordnung erlassen werden musste. An diesem romantischen Ort fand Fürstin Therese auch Gelegenheit, kulturelle Kontakte zu pflegen und sich mit den Werken der Literaten Klopstock, August Kotzebue, Johann Caspar Lavater, Rückert und Jean Paul zu treffen, der ihr sehnsuchtsvolle Briefe nach weiteren Begegnungen schrieb.
Nach dem Tod ihres jüngsten Sohnes Friedrich Wilhelm 1825 und ihres Ehemannes 1827 hielt sich Fürstin Therese nur noch selten in Regensburg auf, jedoch blieb das Gartenpalais im fürstlichen Schlossgarten unter dem Namen Theresienruhe in den folgenden Jahrzehnten weiterhin eine beliebte Sehenswürdigkeit. Gegen Ende des Zweiten Weltkrieges im März 1945 wurde das Schlösschen bei einem Bombenangriff auf die benachbarten Bahnanlagen beschädigt, blieb aber im ruinösen Zustand bis 1949 erhalten. Dann erfolgte, für die Bürger von Regensburg überraschend, der Abbruch des nur teilzerstörten Gebäudes.

### Affäre

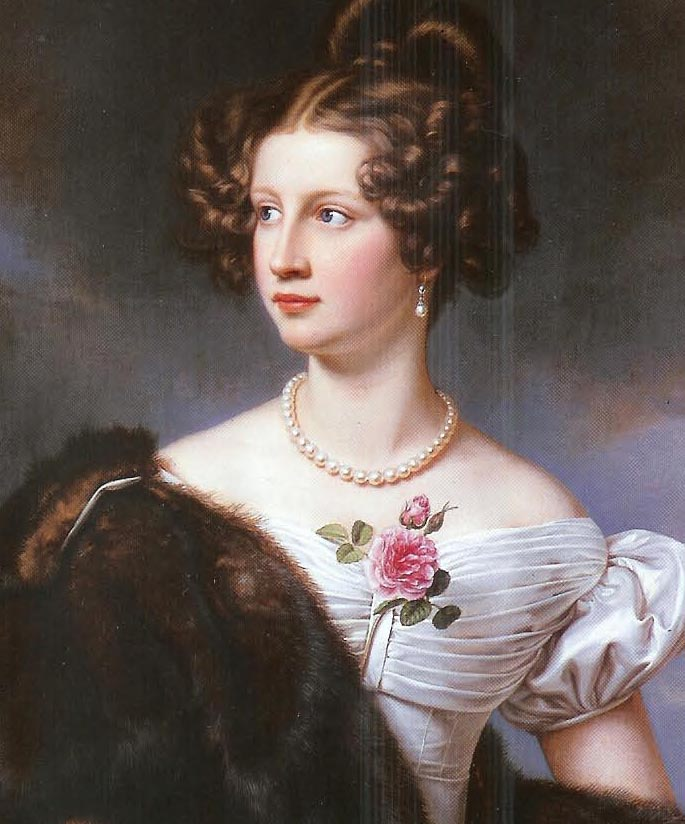
Amalie von Krüdener. Gemälde von Joseph Karl Stieler in der Schönheitengalerie, 1828

Nicht zuletzt wegen der „politischen Unfähigkeit und Untätigkeit“ ihres Ehemannes, der sich mehr für die Jagd als für die existenziellen Belange des Hauses Thurn und Taxis interessierte, kriselte die Ehe. Therese hatte eine mehrjährige Affäre mit dem bayerischen Diplomaten Maximilian Emanuel Anton Johann Nepomuk Joseph, Graf von Lerchenfeld auf Köfering und Schönberg (* 17. Januar 1772 in München, † 19. Oktober 1809 in Kassel), die nicht ohne Folgen blieb. Im Jahr 1808 gebar sie die Tochter Amalie, die im Regensburger Geburtsregister als „Amalie Stargard“ eingetragen wurde. Die Ehefrau des Maximilian von Lerchenfeld, die selbst mehrere Kinder hatte, Gräfin Maria Anna Philippine Walburga von Lerchenfeld-Köfering, geborene Groschlag (* 21. Juli 1775 in Dieburg, † 17. Juni 1854 in Wien), nahm Amalie später als Pflegetochter an, adoptierte sie und zog sie zusammen mit den Halbgeschwistern auf, unter ihnen der Halbbruder Maximilian von Lerchenfeld-Köfering. Aus der Liaison Thereses mit Maximilian sind noch weitere Kinder bekannt, die mit dem Namenszusatz von Stockau (aus dem Groschlagschen Besitz) bzw. von Straka (tschechisch und slowakisch für „Elster“) versehen wurden.

### Tätigkeiten als Witwe
Nach dem Tod ihres Ehemannes am 15. Juli 1827 zog sich Fürstin Therese auf den Witwensitz Schloss Taxis bei Dischingen zurück. Sie beriet weiterhin ihren Sohn Maximilian Karl, der als Nachfolger seines Vaters Familienoberhaupt, Grundherr und Leiter der privaten Thurn-und-Taxis-Post geworden war. Als Witwe widmete sie sich hauptsächlich „ihren wissenschaftlichen und künstlerischen Interessen“, wobei sie ihre graphische Sammlung und die Bibliothek ausbaute. Fürstin Therese starb am 12. Februar 1839 auf Schloss Taxis und wurde in der Gruftkapelle des Regensburger Schlosses St. Emmeram beigesetzt.

## Nachwirken in Literatur und Kunst

### Zeitgenössisch
- Friedrich Gottlieb Klopstock (1724–1803) widmete ihr seine Ode Das Denkmal[16] mit der Anmerkung Die Erbprinzessin von Thurn und Taxis, gebohrne Herzogin von Mecklenburg-Strelitz, schickte mir, ohne sich zu nennen, ein sehr schönes Miniaturgemälde aus Hermanns Schlacht. Die Wahl des Gegenstandes übertraf das Gemälde, und beyde der begleitende Brief.[17]
- Jean Paul widmete seinen vierbändigen Roman Titan Therese und ihren drei Schwestern als den „menschgewordenen Göttinnen Aphrodite, Aglaya, Euphrosyne und Thalia“, den „vier schönen und edeln Schwestern auf dem Thron“.[18]
- François Gérard porträtierte sie um 1810.

### Wertungen
Der Postgeschichtler Ludwig Kalmus verglich 1937 die Politik des Hauses Thurn und Taxis in der Zeit des Niedergangs der Kaiserlichen Reichspost und der Gebietsverluste durch die Revolutionskriege und die Napoleonischen Eroberungen mit einem „Schiff im Sturm mit einem unfähigen Kapitän und einem betrunkenen Steuermann“ an der Spitze. Fürstin Therese bezeichnete er „als einzigen Mann im Haus“ und als „spiritus rector der fürstlichen Politik“, kritisierte aber ihre Launenhaftigkeit, ihre sexuelle Freizügigkeit, ihren „unheilvollen Einfluss“, ihre „Verblendung“ und ihre „Verschwendungssucht“.
Max Piendl beschrieb hauptsächlich die vergeblichen Verhandlungen mit Napoleon bei ihrer Parisreise im Jahre 1809.
In der jüngeren Forschung wurde Thereses Bild erneut zurechtgerückt. Wolfgang Behringer nannte sie vor allem aufgrund ihres Wirkens in der Zeit nach 1806 eine „tatkräftige Fürstin“.
Martin Dallmeier und Martha Schad sahen in Fürstin Therese „eine der großen Frauengestalten der Thurn und Taxis“.